# لاري بيل
لاري بيل (بالإنجليزية: Larry Bell)‏ هو رسام أمريكي، ولد في 6 ديسمبر 1939 في شيكاغو في الولايات المتحدة.

## وصلات خارجية
- الموقع الرسمي